# 코드 기아스의 등장인물 목록
다음은 텔레비전 애니메이션 작품 《코드 기아스 반역의 를루슈》와 그 속편 및 관련 작품에 나오는 등장인물 목록이다.

## 주요 인물
를루슈 랑페루주(영어: Lelouch Lamperouge)
성우 - 후쿠야마 준 / 조니 용 보시
아역성우 - 오하라 사야카 / 미셸 러프
본명은 를루슈 비 브리타니아(Lelouch vii Britannia), 신성 브리타니아 제국 제11 황자, 17황위 계승자. 앗슈포드 학원이 일반 학생으로 숨어있었으나, 신주쿠 게토 습격 시에 C.C.와 만남 「기어스」의 힘을 얻은 것을 시작으로, 가면의 남자 「제로」라는 코드네임을 사용하고 흑의 기사단을 지휘해 조국 브리타니아에 반역을 시작한다. 애니메이션판·Asuka판의 주인공.
쿠루루기 스자쿠(영어: Suzaku Kururugi)
성우 - 사쿠라이 타카히로 / 유리 로언솔
아역 성우 - 와타나베 아케노 / 로라 베일리
일본 마지막 총리대신인 쿠루루기 겐부의 아들이며, 를르슈의 소꿉친구. 과거에 일어난 사건으로부터, 일본인이면서 명예 브리타니아인으로서 브리타니아군에 소속되어 있다가 친구인 를르슈와 대립한다.「반공의 스자쿠」의 주인공.
C.C.
성우 - 유카나 / 케이트 히긴스
브리타니아군에 포획되고 있던 불로불사의 소녀. 자신의 소원을 실현하는 것을 조건으로 를르슈에 절대 복종의 기어스를 주어 그 후 브리타니아에 반역하는 를르슈의 「공범자」로서 를르슈와 행동을 같이 한다.
코우즈키 카렌(영어: Kallen Kozuki)
성우 - 고시미즈 아미 / 캐런 스트래스먼
명문 귀족 가문 슈타트펠트 가문의 당주와 일본인 첩 사이에서 태어난 혼혈아로 비합법적인 반 브리타니아 레지스탕스에 참여하고 있지만 학교에서는 병약한 척 연기를 하고있다. 자신을 슈타트펠트 가문으로 보내고 본처의 구박을 받으며 하인 일을 하는 어머니를 위해 브리타니아를 무너뜨리고자 맹세하고 오빠가 이끌던 레지스탕스 조직에 참여했다. 흑의 기사단에서는 일본제 나이트메어 프레임 홍련2식을 조종하는 에이스 파일럿이다.
블랙 리벨리온 이후에는 브리타니아의 추적을 피해 흑의 기사단을 이끌었었다.
나나리 랑페루주(영어: Nunnally Lamperouge)
성우 - 나즈카 가오리 / 리베카 포스탯
본명은 나나리 비 브리타니아(Nunnally vii Britannia), 를루슈의 어린 동생이지만 황위 계승 싸움에 휘말려 어머니를 잃고 장님에 휠체어 신세를 지게 된 채 오빠와 함께 일본에 인질로 오게 된다. 브리타니아가 일본을 점령한 후 그들의 뒤를 봐주던 애쉬포드 가문에서 이름을 숨기고 를루슈와 함께 생활하다 블랙 리벨리온 때 V.V에게 납치된다. R1에서 V.V.에게 납치되었으나 R2에서는 칼라레스 총독이 죽은 후 에리어11의 새로운 총독으로 임명된다. R2 18화에서 플레이야 탄두에 의해 사망할 뻔했지만 슈나이젤이 준비한 다른 탈출정에 타고 있어서 살아있었음.(사라진것은 미끼) 후에, 나나리는 장님이 아니라 아버지인 샤를르 지 브리타니아의 기억을 조종하는 기아스에 의해 눈으로 세상을 볼 수 있다는 기억을 상실하게 되었다는 사실이 밝혀지고, 나나리는 자신의 의지만으로 그 기어스의 힘을 이겨내서 눈을 뜨게 된다. 이후 슈나이젤파의 추대로 신성 브리타니아 제국 제 100대 황제가 된다.
롤로 랑페루주(영어: Rolo Lamperouge)
성우 - 미즈시마 타카히로 / 스파이크 스펜서
R2에서 다른 기억이 심어진 를루슈의 남동생. 사실은 비렛타와 함께 를루슈를 감시하는 역할을 하고 있다. 상냥하고 바른 이미지를 가지고 있으며 를루슈와는 좋은 사이이다. 빈센트에 탑승하며, 자신을 중심으로 반경 일정 범위 내의 찰나의 시간 동안 자신을 제외한 상대방의 움직임을 멈출 수 있는 기어스 능력자이다. 하지만 기어스 사용 시 자신의 심장이 멎어버리기 때문에 오랫동안 사용이 불가능하다. R2 19화에서 흑의 기사단에게 죽을 뻔한 를루슈를 기어스를 남발해서 구하고 자신은 사망.

### 애쉬포드 학원 생도회
셜리 페넷(영어: Shirley Fenette)
성우 - 오리카사 후미코 / 에이미 킨케이드
를루슈의 친구로 연심을 품고 있었다. 나리타 전투에서 지질학자인 아빠가 사망, 제로의 흑의 기사단에 대해 부정적인 감정을 가지고 있었다. 결국 제로의 정체를 알게 된 후 괴로워하다가 를루슈의 기어스로 인해 그에 관한 기억을 모두 잃는다. R2에서는 다시 를루슈를 루루라고 부르며 활기를 되찾으며 이후 를루슈와 연인으로 발전하지만 제레미아의 기어스 캔슬러로 인해 기억이 돌아오고, 를르슈도 학생회 멤버도 모두 믿을 수 없게 된다. 이후 를루슈의 진실된 마음을 알고 를루슈를 용서하기로 결심하지만 샤리와 나나리를 질투한 롤로에게 살해당한다.
밀레이 애쉬포드(영어: Milly Ashford)
성우 - 오하라 사야카 / 줄리 앤 테일러
애쉬포드 학원 학생회장이다. 성격이 활발하며, 이벤트(혹은 축제) 열기를 매우 좋아한다. 또한 로이드와 이전에 약혼한 적이 있다. 하지만 밀레이는 그것이 맘에 들지 않는 듯 하다. R2에서는 일부러 유급하여 계속 학교를 다니고 있지만, 졸업하고 TV 아나운서로 일하고 있다. 를르슈가 브리타니아의 황자라는 걸 알고 있었으며 를르슈를 줄곧 짝사랑했지만 셜리에게 양보한다. 후에 제레미야에게 기어스를 해제해달라고 부탁해 기억을 되찾는다.
리발 카르데몬드(영어: Rivalz Cardemonde)
성우 - 스기야마 노리아키 / 브라이언 비콕
를르슈의 친구. 체스로 인해 를르슈를 알게 되었다. 아르바이트에 관해 많은 지식과 경험을 갖고 있으며, 아르바이트와 를르슈의 덕분에 스쿠터를 구입, 몰고다닌다.
니나 아인슈타인(영어: Nina Einstein)
성우 - 지바 사에코 / 킴 메이 게스트
소심한 성격이다. 작중 캐릭터로 미루어 보았을 때 일레븐을 경멸하거나 좋지 않은 감정을 가지고 있는 것으로 보인다. 코드기어스의 세계관에서는 전혀 언급되지 않는 원자력과 우라늄235 원심분리에 대해 연구하고 있었다. 해당 연구는 로이드의 눈에 들게 되어 사쿠라다이트와 기타 자재를 제공받는다. 니나는 이를 가지고 핵탄두 제작에 성공 블랙 리벨리온에서 유페미아의 복수를 위해 가니메데에 싣고 등장한다. 이후 슈나이젤의 지원으로 본국에서 연구를 계속하고 있다. 프레이야 탄두를 개발해냈으나, 프레이야로 인해 수많은 사람들이 희생되자 패닉에 빠졌다. 결국 를루슈를 도와 프레이야 탄투 격파법을 제작. 후에 제레미야에게 기어스를 해제해달라고 부탁해 기억을 되찾는다.

## 흑의 기사단

### 코즈키 그룹
제로에 최초로 흡수되어 흑의 기사단의 모체가 된 레지스탕스 조직.
오우기 카나메(일본어: 扇 要)
성우 - 마도노 미츠아키 / 커크 손턴
카렌의 오빠 나오토의 친구로 교사였지만 나오토의 죽음으로 인해 뒤를 이어 신쥬쿠의 레지스탕스를 이끌고 있는 청년. 유유부단한 성격을 가지고 있어 결단력이 부족하다. 흑의 기사단 이후에는 부대장급의 지위를 가지고 있었으나 블랙 리벨리온때 비렛타의 총에 맞고 브리타니아군에게 체포되었다. 후에 제로에 의해 구출되었지만 를르슈가 황자라는 것과 기어스에 관한 것을 알게 된 뒤 일본반환의 조건으로 제로를 배신한다.
타마키 신이치로(일본어: 玉城真一郎)
성우 - 타나카 카즈나리 / 마이클 린지
흑의 기사단 초기 멤버로 급한 성질을 지닌 사내. 본래 흑의 기사단에서 회계 일을 맡았지만 돈을 너무 낭비하는 바람에 오우기에게 역할을 빼앗긴다. 처음엔 제로를 신뢰하지 않았지만 후에 제로를 믿게됨.
흑의 기사단 간부
카나메 그룹 무렵부터의 주요 멤버. 당시부터 카나메의 원으로 반 브리타니아 활동을 실시하고 있었다. 흑의 기사단이 설립되고 나서는, 각각 간부가 되어, 주로 후방 지원으로 서포트한다.
미나미 요시타카(일본어: 南佳高)
성우 - 가세 야스유키
흑의 기사단 초기멤버로 거구의 몸집에 안경을 쓴 사내.로리콘이라 천자나 스메라기를 좋아함.
스기야마 켄토(일본어: 杉山賢人)
성우 - 스기야마 노리아키
푸른 단발 헤어의 마른 남자. 이노우에와는 연인 사이였다.
이노우에 나오미(일본어: 井上直美)
성우 - 이노우에 기쿠코, 고시미즈 아미
흑의 기사단 초기 멤버로 오우기 일행과 함께 투쟁을 하던 여성멤버. 스기야마와는 연인 사이이나 블랙 리벨리온때 전사.
요시다 토루(일본어: 吉田透)
성우 - 하스이케 류조
갈색 곱슬헤어의 흑의 기사단 초기멤버로 블랙리벨리온때 뇌광을 운용했으나 스자쿠에 의해 전사.

### 전 일본군관계자
토도 쿄시로(일본어: 藤堂 鏡志朗)
성우 - 타카자 유지 / 스티븐 블룸
본래 일본군의 중좌로 브리타니아와의 전쟁에서 "이츠쿠섬의 기적"이라 불리는 일본군 유일의 승리를 이끌어낸 유능한 장군. 스자쿠의 어릴 적 스승이기도 하다. 전후 일본 해방전선에 참가하지만 해방전선이 괴멸한 후 부하들과 함께 흑의 기사단에 합류해 군사계 총책임자를 맡는다. 를르슈가 황자라는 것과 기어스에 관한 것을 알게 된 뒤 제로를 배신한다.
사성검(일본어: 四聖剣)
구 일본군의 무렵부터 토도의 부하로, 토도와 서로 깊게 신뢰한다. 브리타니아에 토도가 잡혔을 때, 흑의 기사단에 구출을 의뢰해 공투. 그 후 흑의 기사단에 합류해, 간부가 된다.
치바 나기사(일본어: 千葉 凪沙)
성우 - 치바 사에코 / 로라 베일리
사성검 중의 홍일점. 토도를 좋아함.
아사히나 쇼고(일본어: 朝比奈 省悟)
성우 - 키사이치 아츠시 / 스티브 스테일리
동안의 얼굴을 하고 안경을 쓴 토도의 심복. R2에서 프레이야 탄두에 휘말려 사망.
센바 료가(일본어: 仙波 崚河)
성우 - 시마카 유타카 / 조 로머사
사성검 중의 연장자로 흰 머리에 이마에 사마귀가 특징. R2에서 지노 바인베르그의 공격을 받고 사망.
우라베 코세츠(일본어: 卜部 巧雪)
성우 - 후타마타 잇세이 / 제이슨 C. 밀러
사성검 중에 가장 키가 큰 인물이다. 블랙 리벨리온 이후에도 브리타니아군의 추격을 피해 C.C, 카렌과 함께 흑의 기사단을 이끌어 제로를 찾기 위해 바벨 타워에 진입, 로로가 탄 빈센트와 함께 자폭하였다. 제로가 브리타니아의 학생이란 것을 알게 되었어도 제로를 의심하지 않았다. 요리에는 노력을 하는 듯하고 실제로 맛도 괜찮은 듯하다.

### 일본인 이외의 가입자
디트하르트 리트(영어: Diethard Ried)
성우 - 나카타 죠지 / 제이미슨 프라이스
본 래 방송국의 저널리스트였지만 좌천당하고 흑의기사단에 들어가 홍보, 첩보, 섭외 등의 일을 맡는다. 브리타니아인이지만 브리타니아에 대한 충성심이 없다. 블랙 리벨리온 이후에는 중화연방으로 도피했었다. 를르슈가 황자라는 것과 기어스에 관한 것을 알게 된 뒤 흑기사단의 제로에 대한 믿음이 없어지자 배신한다. 후에 기어스에 걸린 슈나이젤에게 사망
락샤타 차울라(영어: Rakshata Chawla)
성우 : 쿠라타 마사요 / 로라 베일리
인도 출신의 과학자로 항상 담배를 입에 물고 있는 검은 피부에 금발 웨이브 헤어의 장신 여성. 흑의 기사단의 기술개발 담당을 맡고 있다. 로이드 아스플룬드와 세실 크루미와도 함께 연구한 적이 있다. 블랙 리벨리온 이후에는 중화연방으로 도피했었다.

### 쿄토 6가
쿄토6가의 명칭으로, 흑의 기사단을 시작으로 하는 유력한 반 제국 활동자를 원조하는 입장이면서 겉으로는 NAC로 브리타니아 편을 드는 조직이다. 당시 합중국 일본의 설립을 선언했을 때, 흑의 기사단의 지휘하에 들어갔다. 블랙 리베리온 후는 카구야 외의 다른 멤버는 처형되었다.
스메라기 카구야(일본어: 皇神楽耶)
성우 - 카나이 미카 / 스테퍼니 셰이
스메라기 가문의 어린 당주. 스자쿠와 함께 교토육가의 마지막 생존자. 어릴 때 를르슈와 만난 적이 있다. 흑의 기사단 출범 직후 제로에게 반하여 팬이 된다. 제로에게 프러포즈를 하지만 거절 당한다. 블랙 리벨리온 이후에는 디트하르트 일행과 함께 중화연방으로 도피했었다. 후에 흑의 기사단에 재합류
키리하라 타이조(일본어: 桐原泰三)
성우 - 츠지 신파치 / 스티브 뷸런
교토의 여섯 가문을 실질적으로 움직이는 노인. 겉으로는 브리타니아에 복종하는 척 하고 있지만 비밀리에 일본의 레지스탕스들에게 자금과 무기를 대주었지만 블랙 리벨리온 이후 처형되었다.

### 그 외 단원
시노자키 사요코(일본어: 篠崎咲世子)
성우 - 아라이 사토미 / 킴 메이 게스트
애쉬포드 학원에서 나나리를 돌봐주고 있는 일레븐 출신의 메이드이지만 조계지구에서 디트하르트의 밀정 일을 하였으나, 블랙 리벨리온 이후에는 중화연방으로 도피, 디트하르트 일행과 함께하고 있었다. 쿠노이치(여성 닌자)이며 R2 18화에서 프레이야 탄두에 의해 부상을 입음. 23화에서 를르슈측에 합류.

## 브리타니아 관계자

### 브리타니아 황족
샤를 지 브리타니아(영어: Charles zi Britannia)
성우 - 와카모토 노리오 / 마이클 매코너하이
브리타니아의 98대 황제로 를르슈의 아버지. 철저한 실력주의자로 자기 가족의 죽음조차도 국가 진보의 단계라고 말하며 불평 등을 합리화하는 노인.나이는 62세이며 새로운 기억을 입히는 기어스 능력을 가지고 있었다. 후에 쌍둥이 형인 V.V의 불로불사 능력을 빼앗았다. 라그나레크에 접속중 를르슈에 의해 소멸
슈나이젤 엘 브리타니아(영어: Schneizel el Britannia)
성우 - 이노우에 노리히로 / 트로이 베이커
브리타니아 제2황자이자 브리타니아 제국의 재상. 탐구심이 대단하며 특파부를 에어리어11에 보낸 장본인이기도 하다. 뛰어난 전략으로 E.U와의 전투에서 여러번 승리한 바 있다. 전략, 정치 외에도 과학 등 다양한 분야에 관심을 가지고 있다. R2에선 아버지가 황제로써 적합하지 않다고 생각하여 반역하게 된다. 체스로 를루슈를 이겼던 유일한 인물이기도 하다.후에.다모클레스에서 "제로를 따르라"는 제로(를르슈)의 기어스를 받게되고."제로 레퀴엠"이후로는 나나리를 보좌하는듯 하다.(실질적으론 제로역의 스자쿠를 보좌)
코넬리아 리 브리타니아(영어: Cornelia li Britannia)
성우 - 미나가와 준코 / 메리 엘리자베스 맥글린
브리타니아의 제2황녀로 클로비스 사후 에어리어11의 총독으로 부임해왔다. 직접 나이트메어 글로스터를 타고 전장을 누비는 무인으로 여성스러움과 남성스러움이 공존하는 여성이다. 슈나이젤과 함께 마리안느 죽음의 비밀을 알고 있는 인물 중의 하나이다. 블랙 리벨리온때 기어스에 걸린 달튼에게 중상을 입는다. R2에선 몸을 숨긴뒤 기어스에 관해 연구해오다가 기어스 교단에서 를르슈에게 납치되나, 탈출한 뒤 슈나이젤과 합류하나 펠드라군 제도의 시민을 죽인 슈나이젤을 공격하다가 머신건에 맞고 부상을 입어 흑기사단측의 길포드와 합류."제로 레퀴엠"에서 흑기사단 잔당을 이끌었고 차후 길포드와 락샤타와 같이 지내면서 나이트메어 쪽 연구에 협력하는 모습을 보여주기도.
유페미아 리 브리타니아(영어: Euphemia li Britannia)
성우 : 미나미 오미 / 미셸 러프
브리타니아 제3황녀로 코넬리아의 친동생. 순진한 소녀로써 에어리어11의 부총독으로써 스자쿠를 기사로 임명하고 일본인과의 공존을 꾀하지만 제로의 기어스 폭주로 인해 일본인 학살을 벌이고 결국 제로에게 살해당한다.스자쿠를 좋아한다.
클로비스 라 브리타니아(영어: Clovis la Britannia)
성우 : 토비타 노부오 / 샘 리걸
브리타니아의 제3황자로 에어리어 11의 총독이었지만 신주쿠 학살 때 를르슈에게 살해당한다. 예술을 매우 사랑하고 이미지 관리를 최우선시하던 인물이었다.
오디세우스 우 브리타니아(영어: Odysseus eu Britannia)
성우 : 야마노이 진 / 피터 엠슈윌러
브리타니아의 황태자. 우유부단한 성격의 소유자이다. 제2황자 슈나이젤에 비하면 평범한 사람이다.를르슈 부임 이후로는 일개병사가 되었다.
마리안느 비 브리타니아(영어: Marianne vi Britannia)
성우 : 도도 아사코 / 캐리 월그런
를르슈와 나나리의 어머니로 섬광의 마리안느라 불렸었다. 비스마르크,제레미아,코넬리아에게 존경받던 인물. C.C와 계약을 하여 상대방에 몸에 공존하는 기어스를 가지고 있었다. V.V에 의해 사망했으나, 에냐 알스트레임에게 기어스를 사용하여 잠복하고 있었다. 라그나레크에 접속중 를르슈에 의해 소멸

### 군인/연구원/공무원
제레미아 고트발트(영어: Jeremiah Gottwald)
성우 - 나리타 켄 / 크리스핀 프리먼
순혈파의 리더로 고트발트 백작 작위를 가지고 있으며 클로비스 사후 대리집정관으로써 쿠루루기 스자쿠를 희생양으로 명예 브리타니아인 제도를 폐지하고자 한다. 그러나 제로로 말미암아 실각하고 오렌지라는 별명을 얻은 채 직위 강등, 나리타 전투에서 한번 사망한다. (군에서는 실종도 사망으로 처리함.) 나리타 전투에서 사망한 후, 슈나이젤의 과학자들에게 끌려가, 코드 R (CODE R - C.C의 코드명으로 추측)의 연구재료로 사용된다. 코드 R의 적합실험체로서 그와 함께 지크프리드라는 나이트기가 포트리스가 개발 중이었다. 마지막에는 제로를 향한 복수심 하나로 연구실을 지크프리드를 타고 뛰쳐나와 제로를 끝까지 괴롭힌다. '전력을 다해', '오렌지군', '안녕히주무셨습니다.', '보였다 보였다 보였다 보였다 보였다.', '올 하일 브리타니아' 등 많은 유행어를 만들어 낸 캐릭터이다. (실험체가 된 후에 그가 구사하는 BrokenJapanese(맛간 일본어)는 일본 현지에서 팬들의 폭발적인 반응을 얻고 있다.) R2에서는 기계의 몸에 기어스 캔슬러를 지닌 자로 등장하게 된다. 기어스 교단의 암살자 역할로 제로를 죽이러 가지만, 마리안느를 위해 제로가 활동한다는 것을 알게 된 후, 제로를 주군으로 섬긴다.후에 나이트 오브 원 칭호를받고,"제로 레퀴엠"이후에는 아냐와 오렌지밭을 가꾸게 된다.
빌레타 누(영어: Villetta Nu)
성우 - 와타나베 아케노 / 메건 홀링셰드
제레미아의 측근. 제레미아 실각 이후 제로를 추적하였다. 이 과정 중 제로의 정체를 알아내었다. 이후 제로를 체포할 뻔했으나 셜리에게 총을 맞고 기억을 상실, 오우기의 연인이 되었다.  그러나 그 후 기억을 되찾아 전투가 벌어지고 있는 도쿄 조계에 잠입, 권총으로 오우기를 쏜다. 블랙 리벨리온 이후에는 애쉬포드 학원의 체육교사로 위장하여 를르슈를 감시하는 역할을 맡는다. 하지만 여전히 오우기에게는 사랑의 감정이 남아있고, 이를 알게 된 를르슈는 그녀를 이용한다. 마지막화에서는 일본 총독이 된 오우기와 그녀의 결혼 사실, 임신 사실 등이 발표되었다.
큐웰 소레시(영어: Kewell Soresi)
성우 - 가세 야스유키 / 키스 실버스틴
순혈파의 멤버였으나 나리타 전투에서 카렌에게 죽었다. 순혈파의 권위가 떨어진 것이 '오렌지'(제레미아 고트발트)의 탓이라 생각하고 그를 미워한다. 여동생인 미라카 소레시는 나이트 오브 텐의 직속 부대 발키리 소속이었으나, 오빠에 이어 카렌에 의해 사망하였다.
안드레아스 달튼(영어: Andreas Darlton)
성우 - 야나다 키요유키 / 트래비스 윌링햄
그라스톤 나이츠, 즉 코넬리아 친위대의 총사령관으로, 우수한 지휘능력을 보여 주었다. 행정특구 행사장에서 유페미아를 제지하려다 총상을 입고 글로스터에 탑승하지만 를르슈의 기어스 발동으로 인해 코넬리아를 공격하였고, 결국엔 가웨인의 하드론포에 맞아 사망한다. 제로의 정체가 황제에 원한이 있는 자라고 예측한 바 있다.
길버트 G. P. 길포드(영어: Gilbert G.P. Guilford)
성우 - 고노 유시유키 / 로저 크레이그 스미스
코넬리아 친위대의 장군이자 코넬리아의 기사. 안경을 쓰고 다니며, 냉정한 모습을 보인다. 제레미아에게 "너가 선택할 길은 두개다. 일개의 파일럿으로 살든지, 오렌지밭을 일구느냐다."(결국 맨마지막에 제레미야는 오렌지밭을 가꾸지만)라는 대사를 남기기도 했다.1기 마지막 회에서는 그라스톤 나이츠와 함께 반란을 진압했다. 블랙 리벨리온 이후에는 에리어 11에 남아 총독을 보좌하였었다.를르슈에게 기어스로 이용당한후 프레이야탄두로 사망했다고 여겨졌지만.선글라스를 착용하고 코넬리아와 재등장."제로 레퀴엠"때 코넬리아와 흑기사단 잔당과 함께 브리타니아군을 공격했다. 후에는 락샤타와 나이트메어 개발에 참여하는 듯한 코넬리아를 계속 따르고 있다.
클로디오 S. 달튼(영어: Claudio S. Dalton)
성우 - 가세 야스유키
에드거 N. 달튼(영어: Edgar N. Dalton)
성우 - 다나카 노부유키→마도노 미츠아키
데이비드 T. 달튼(영어: David T. Dalton)
성우 - 키사이치 아츠시→호시 소이치로
앨프리드 G. 달튼(영어: Alfred G. Dalton)
성우 - 기세 야스유키
바트 L. 달튼(영어: Bart L. Dalton)
바틀리 아스프리우스(영어: Bartley Asprius)
성우 - 호키 가쓰히사
본래 클로비스 밑에서 C.C를 연구하던 문관 출신의 뚱뚱한 몸집의 모노클 대머리 장군. 하지만 클로비스 사후 제레미아로 말미암아 실각·구속되지만 슈나이젤에 의해 사면됨. 이후 슈나이젤 밑에서 제레미아를 이용한 실험을 하게 되었다. 기어스 사냥에 휘말리게 되어 사망.마지막까지 클로비스를 향한 충성심은 진짜였다.
로이드 아스플룬드(영어: Lloyd Asplund)
성우 - 시라토리 데쓰 / 리엄 오브라이언
29세. 백작의 작위를 가진 인물이지만, 과학적연구를 중요시하는 탓에 귀족적인 복장보다는 연구복을 주로 입고 다닌다. 과거에 세실과 락샤타와 같이 연구한 적이 있었던 것으로 추정되며, 별명이 푸딩백작인것으로보아 푸딩을 매우 좋아하는 것으로 보인다. 원래는 슈나이젤 직속 과학자였지만, 그 실력을 인정받아 황제 직속이 된다.후에 를르슈의 직속이 되었다가 인질을 구하기 위해 를르슈를 배신.감옥에 가지만 "제로 레퀴엠"이후 풀려남.
세실 크루미(영어: Cécile Croomy)
성우 - 이노우에 기쿠코 / 데버라 세일 버틀러
24세. 특파부의 또다른 구성원으로, 쿠루루기 스자쿠에게는 누나같은 존재이다. 란슬롯과 관제센터(18화이전까지는 전용트레일러, 19화부터는 아발론.)의 오퍼레이터역할을 맡고있으며, 요리실력은 별로 좋지못한듯하다.예전의 사랑하던이가 전쟁에서 죽은모습이,스자쿠와 겹쳐보인다는듯 하다.
조셉 페넷(영어: Joseph Fenette)
성우 - 나리타 겐
셜리의 아빠이자 브리타니아 지질학자로 일때문에 나리타에 갔다가 제로의 홍련2식 복사파동으로 인한 산사테에 휘말려 사망한다. 이런 계기로 셜리의 비극이 여기서 시작된 것이다.
카논 말디니(영어: Kanon Maldini)
성우 - 미토 코조 / 애덤 보브로
슈나이젤의 직속 부하.
"제로를 따르라"는 기어스를 받은 슈나이젤과 나나리를 계속 보좌하고 있다.
얼리샤 로마이어(영어: Alicia Lohmeyer)
성우 - 와타나베 아케노 / 도러시 일라이어스판
나나리의 보좌관. 일레븐을 경멸하고 있었다. 프레이야 탄두에 의해 사망

### 나이트 오브 라운즈
비스마르크 발트슈타인(영어: Bismarck Waldstein)
성우 - 우치다 소메이 / 렉스 랭
(스자쿠에게 죽은 뒤로는 제레미야가 나이트 오브 원이 되었다). 왼쪽 눈에는 미래를 읽을 수 있는 기어스가 걸려있고, 제어가 불가능한지 눈에 피어싱을 했다. R2 22화에서 기어스를 쓰지만, 랜슬럿 알비온을 탄 스자쿠에 의해 기체가 두동강나면서 사망함.
지노 바인베르그(영어: Gino Weinberg)
성우 - 호시 소이치로 / 데이브 위튼버그
명문 귀족이며 파일럭으로서도 환상적인 기교를 지니고 있다. 그 실력을 바탕으로 '나이트 오브 쓰리'의 자리를 획득했다. 싹싹한 성격으로 일본인 출신인 스자쿠에게도 스스럼없이 대한다. 에리어11에 부임한 스자쿠로부터 란슬롯을 옮겨 와 달라는 부탁을 받아 아냐와 함께 에리어11을 방문한다. 그 후 나이트 오브 세븐 환영회에서 방문했던 애쉬 포드 학원을 마음에 들어해 아냐와 함께 학원에 전입해 학생회 멤버가 된다.
흑의 기사단의 포로인 카렌을 개인적으로 마음에 드는 것 같아서, 그녀의 출생등에 대해서 조사해 브리타니아측에 끌어 들이려고 생각하고 있었다.
를르슈 황제의 취임 후, 스스로의 길에 고민하는 것도, 중요한 사람 모두를 지키기 위해 를르슈, 스자쿠로 향하는 것을 결의. 흑의 기사단에 합류해, 란슬롯·알비온에 파괴되었던 트리스탄과 엑스칼리버를 락샤타가 트리스탄·분할기로 개조하여,카렌과 같이 슈나이젤의 지휘하 그들과 대치한다.
전용 나이트메어는 가변형 나이트메어 프레임인 트리스탄.
아냐 알스트레임(영어: Anya Alstreim)
성우 - 고토 유코 / 스테퍼니 셰이
'나이트 오브 식스', 나이트 오브 라운즈중 최연소멤버. 나이트 오브 식스치고는 드물게 내향적인 성격으로 감정이 겉으로 잘 드러나지 않는다. 휴대 전화로 사진을 찍어 열심히 블로그를 갱신하고 있다는 소문이 있다. 마리안느 암살 사건의 목격자며, 몸속에 마리안느가 잠복해 있었다. 그 때문인지 기억이 어긋나는 경우가 자주 발생한다. 하지만 제레미야의 기어스 켄슬로인해 기억을 되찾고 그 뒤 제로 레퀴엠 완수 후의 세계에서는 제레미아와 함께 오렌지밭에서 일하고 있다. 전용 나이트매어는 4발의 하드론포를 발사할 수 있는 중량급 나이트메어 모드렛드.
루키아노 브래들리(영어: Luciano Bradley)
성우 - 키사이치 아츠시 / 빅 미뇨나
브리타니아의 흡혈귀로 불리던 사내. 사람을 죽이는 것에 쾌락을 느끼며, 적을 죽이기 위해 아군의 희생도 여의치 않아했다. 카렌에 의해 사망
모니카 쿠르셰프스키(영어: Monica Kruszewski)
성우 - 고토 유코 / 도러시 판
금발의 여성라운즈. R2 22화에서 란슬롯 알비온의 공격에 의해 사망.

## 구 일본 관계자

### 정부·군부 관계자
쿠루루기 겐부(일본어: 枢木 ゲンブ)
성우 - 기시노 가즈히코(드라마CD만)
스자쿠의 아버지로 일본의 마지막 수상. 브리타니아에 대해 결사항전을 외쳤지만 결국 자신의 생각이 틀렸다는 것을 알고 자살하여 항전파에게 투항을 간언하였다. 그러나 실상은 그의 아들인 스자쿠에게 살해되어 그 사실을 주변 인물들에게 이용 당한 것이다. 작중에서 일본인들은 그에 대해 최후의 사무라이라 칭하는 한편, 매국노라 폄하하는 모습도 보여준다. 설정 상의 오류인지 그에 대한 평가가 둘로 나뉘는 것인지는 밝혀지지 않았다.
카타세 타테와키(일본어: 片瀬 帯刀)
성우 - 고야마 다케히로
일본 해방전선의 총사령관. 나리타 전투에서 브리타니아군에게 대패. 잔당을 모아 국외 도주를 시도하나 액체 사쿠라다이트를 떠안고 폭사한다. 이는 제로의 계획에 따른 것으로, 세상에는 자폭한 것으로 알려진다.
쿠사카베 조스이(일본어: 草壁 徐水)
성우 - 아마다 아스오
일본 해방전선의 장교였지만 호텔에서 인질극을 벌이다 제로의 기어스로 말미암아 자살한다.

### 코즈키·카나메 그룹
코즈키 나오토(일본어: 紅月ナオト)
카렌의 오빠로 신주쿠의 레지스탕스를 이끌었지만 지금은 사망했다.

## 중화 연방
리 신쿠(중국어: 黎星刻 리싱커[*])
성우 - 미도리카와 히카루 / 데이비드 빈센트
1기 마지막 뒷모습이후  2기에서 처음 등장하는 인물로, 가오하이의 부관이다. 를르슈의 지략과 스자쿠의 체력을 가진 인물로 묘사된다. 천자에게 각별한 충성심을 가지고 있다. 흑의기사단이 제로를 배신한후에 총사령관을 맡는다.
가오하이(중국어: 高亥 가오하이[*])
성우 - 세키노 노부아키 / 데이브 위튼버그
중화 연방을 실질적으로 좌지우지하는 관료 집단 「대환관」의 한 명.총영사로서 에리어11에 파견되고 있다. 제로의 기어스에 걸려 흑의 기사단에 협력하고 있지만 대환관의 횡포에 불만을 품은 신쿠한테 죽임을 당한다.

## 기어스 관련 인물
마오(Mao)
성우 - 쿠사오 타케시 / 에즈라 와이스
전에 C.C와 계약했던 또다른 기어스 능력의 소유자이다. 다른 사람의 마음을 엿듣는 청력의 기어스를 보유. 유효 사정거리는 500미터, 한 사람에게 집중하면 심층 의식까지 읽어낼 수 있다. 사용 횟수에는 제한이 없지만 제어를 할 수 없어 정신이 매우 불안정하다. C.C를 찾아 에어리어 11까지 와서 를르슈를 곤경에 빠뜨리지만 결국 C.C와 를르슈에게 살해당하고 만다.
V.V
성우 - 토미자와 카즈토 / 신디 로빈슨
C.C와 같이 정체불명. 어려보이지만 황제보다 나이가 많다. 황제와 친형제로 쌍둥이이며, 황제와 함께 자신들이 살고있는 세계의 변화를 다짐한다. 황제 비스마르크.로로에게 기어스의 능력을 주고, 마리안느를 암살했으며, 스자쿠에게 제로의 기어스에 대해 알려주며, 나나리를 납치한다. 제레미아 고트발트에게 기어스 캔슬러를 주고 를르슈를 제거하기 위해 자객으로 보낸다. 그 후, 제로의 기어스 사냥 때 황제에게 불로불사의 능력(코드)을 빼앗겨 사망하고 만다.